# Hendro Kartiko
Hendro Kartiko (Banyuwangi, Java Oriental; 24 de abril de 1973) es un exfutbolista y entrenador de porteros de Indonesia que jugaba en la posición de guardameta. Actualmente es el entrenador de porteros del Bhayangkara FC de la Liga 1 de Indonesia.

## Carrera

### Club
| Periodo   | Club               | Apariciones |
| --------- | ------------------ | ----------- |
| 1994–1995 | Persid Jember      | 16          |
| 1995–1998 | Mitra Surabaya     | 32          |
| 1998–2000 | Persebaya Surabaya | 28          |
| 2000–2003 | PSM Makassar       | 32          |
| 2003–2004 | PSPS Pekanbaru     | 23          |
| 2004–2005 | Persebaya Surabaya | 26          |
| 2005–2006 | Persija Jakarta    | 28          |
| 2006–2008 | Arema Malang       | 30          |
| 2008–2009 | Persija Jakarta    | 33          |
| 2009–2010 | Sriwijaya FC       | 24          |
| 2010–2011 | Persija Jakarta    | 28          |
| 2011–2012 | Mitra Kukar        | 15          |

### Selección nacional
Debutó con Indonesia el 4 de diciembre de 1996 en el empate 2-2 ante Kuwait por la Copa Asiática 1996 entrando de cambio al minuto 80 por el lesionado Kurnia Sandy. Jugó en 60 ocasiones con la selección nacional hasta su retiro en 2011, participó en tres ediciones de la Copa Asiática.

## Logros

### Club honors
PSM Makassar
- Liga Indonesia (1): 1999–2000

Persebaya Surabaya
- Liga Indonesia (1): 2004
- Primera División Indonesia (1): 2003

Sriwijaya
- Piala Indonesia (1): 2010

### Selección nacional
- Copa Independencia Indonesia (1): 2000

### Individual
- Equipo de las Estrellas de la AFC: 2000[2]